# Szlovéniai tíznapos háború
A tíznapos háború (szlovén nyelven: desetdnevna vojna), vagy másik nevén a szlovén függetlenségi háború (slovenska osamosvojitvena vojna), más elnevezéssel a hétvégi háború polgárháború volt Jugoszláviában, amely Szlovénia 1991. június 25-ei függetlenségének kinyilvánítását követte. A harcok a Szlovén Területvédelmi Erők (szlovénül: Teritorialna obramba Republike Slovenije) és a Jugoszláv Néphadsereg (JNA) közt folytak. A háború 1991. június 28. és július 7. között zajlott, melynek a brioni egyezmény vetett véget. A Nyugat közelségének köszönhetően ez a háború nem tartott olyan hosszú ideig, mint Horvátországban vagy Bosznia-Hercegovinában.

## Szlovénia függetlensége

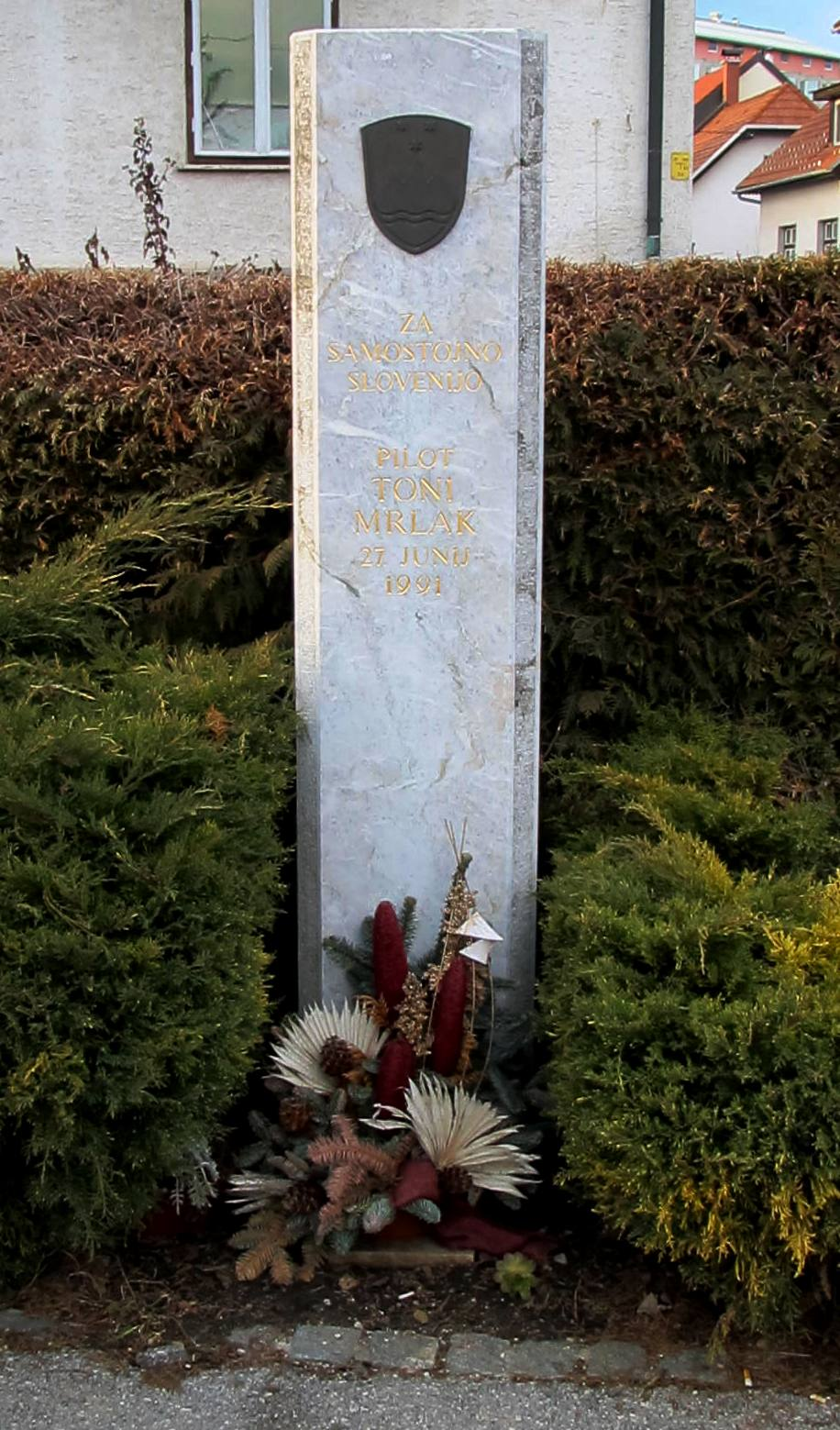
Emlékmű Toni Mrlak szlovén helikopterpilóta tiszteletére

1991 nyarán Szlovénia bejelentette kiválását a Jugoszláv Föderációból, miután az 1990. december 23-i népszavazás a függetlenség mellett döntött. Június 25-én a ljubljanai szlovén parlament előtt az egykori Szlovén Kommunisták Szövetségének vezetője, a muravidéki születésű, köztársasági elnökké megválasztott Milan Kučan jelenlétében levonták a jugoszláv zászlót, helyére a nemzeti címert tartalmazó szlovén zászlót vonták fel. Alig néhány órán belül Horvátország irányából jugoszláv páncélosok gördültek át a határon.

## A függetlenség megvédése a tíznapos háború során
Szlovéniának alig volt képzett katonasága, ám csakhamar megalakult a polgárokból szervezett Szlovén Népierő, amely gyenge fegyverzetével is eredményesen felvette a harcot a szinte kizárólag szerb nemzetiségű katonákból álló Jugoszláv Néphadsereggel. Maga a szerb támadás sem volt túlzottan erőteljes, mint később Horvátországban, ugyanis Szlovéniának igen kevés hányada volt idegen nemzetiségű, nem éltek itt nagy tömbökben szerbek, mint Horvátországban, vagy Boszniában, így a néphadsereg megszállásával szemben a lakosság egyöntetűen ellenállt.
Kučan Ausztriába utazott, és a brioni konferencián tárgyalni kezdett a szomszédos országokkal és a nagyhatalmakkal, hogy álljanak ki a szlovén ügy mellett. Remek diplomáciájának és a nyugati hatalmak azon félelmének köszönhetően, hogy a háború átterjedhet Közép-Európára, az osztrákok és az olaszok csapatokat állítottak fel a határon, készülve egy esetleges beavatkozásra. Magyarország is megerősítette határát.
A belgrádi katonákat inkább délen Horvátország ellen irányították és néhány hónapon belül az összes Szlovéniában állomásozó jugoszláv egységet kivonták. Szlovénia így kimaradt a délszláv polgárháborúból, amely Bosznia-Hercegovinában követelte a legtöbb áldozatot.
A Vöröskereszt jelentése szerint 49 emberáldozata volt a harcnak, melyekben főnként a JNA regrutái haltak meg.
A szerbek Szlovénia megtartásáért nem sokat tettek, a szerb katonák is kedvtelenül harcoltak a szlovének ellen, így Szlovénia aránylag könnyen nyerte el függetlenségét.